# Ministère de la Communication, chargé des Relations avec les institutions
Le ministère de la Communication, chargé des Relations avec les institutions du Niger est le ministère nigérien chargé de la Communication et des relations avec les institutions présentes et en dehors du territoire du Niger.

## Description

### Siège
Le ministère de la Communication, chargé des Relations avec les institutions au Niger a son siège à Niamey.

### Attributions
Ce département ministériel du gouvernement nigérien est chargé de la communication du Niger et de ses relations avec les institutions.

### Ministres
Le ministre de la Communication des Postes et de l'Économie numérique est ALI SALATOU Adji 